# Стиль Ванкувер
Стиль Ванкувер (англ. Vancouver Style) — стиль оформления ссылок в научных работах, предусматривает использование ссылок в тексте работы каждый раз при цитировании источника, будь это парафраз, цитата внутри строки или блочная цитата. Сфера применения — медицина и физические науки.

## Применение
Принят в качестве стандарта в публикациях:
- MEDLINE
- PubMed
- IOP Publishing

И некоторых других международных журналах и материалах конференций.

## Примеры использования
В тексте цитируемой информации указывается порядковый номер, который также отображается в списке использованных источников. Возможны четыре варианта обозначения цитирований в тексте: в круглых скобках:  (1); в квадратных скобках:  [1] ; надстрочный цифровой индекс:1 или комбинация [1]
Если фамилия автора цитируемой работы указана в парафразе или цитате внутри строки, обозначения цитирования ставится сразу после фамилии.
Если фамилия автора цитируемой работы не указана в парафразе или цитате внутри строки, обозначение цитирования ставится в конце цитируемого текста после знаков препинания.
Если фамилия автора цитируемой работы указана в тексте блочной цитаты, обозначение цитирования ставится в конце цитируемого текста после знаков препинания.
Если источник упоминается в тексте снова, ему необходимо присвоить тот же номер. Обычно, страничный интервал во внутритекстовой ссылке не указывается, но при необходимости его можно указать рядом с порядковым номером.
При цитировании нескольких источников одновременно, необходимо перечислить каждый номер в скобках, через запятую или тире. В ссылке не должно быть пробелов между запятыми или тире.